# 関口篤
関口 篤（せきぐち あつし、1938年6月21日 - ）は、日本の俳優、声優。北海道網走市出身。プロダクション・タンク、劇団仲間所属。俳優座付属俳優養成所出身（9期）。身長167cm。北海道札幌東高等学校卒業 。1960年4月、劇団仲間に入団。初舞台は『森は生きている』のカラス役。

## 出演作品（俳優）

### テレビドラマ
- 青春の奇跡（1958年、NHK）
- 黒百合城の兄弟（1961年、NHK）
- 七人の刑事 第1シリーズ 第101話「別件逮捕」（1963年、TBS）
- 鞍馬天狗
- 荒野の用心棒 第21話「山峡に脱獄犯を追って…」（1973年、NET）
- 特別機動捜査隊（NET / 東映）第678話「追いつめられた群」（1974年）- 吉村
- 日本の戦後 第7話「退陣の朝」（1977年、NHK）
- NHK大河ドラマ
  - 新・平家物語（1972年） - 按察大納言資賢
  - 風と雲と虹と（1976年） - 仲平の家司
- 太陽にほえろ!（NTV / 東宝）
  - 第231話「孤独」（1976年）
  - 第283話「激突」（1977年）
  - 第315話「ライバル」（1978年）
  - 第337話「偽装」（1979年）
- 若さま侍捕物帳 第2話「参上!!男の花道」（1978年、ANB） - 与力・田口
- 戦後最大の疑惑事件・ロッキード事件〜その真実とは〜（2003年、NTV）
- 永遠の君へ（2004年、THK）
- 危険な関係（2005年、CX）
- 危険なアネキ 第2話（2005年、CX）
- 火曜ドラマゴールド バカラ・疑惑のIT株長者に賭けた女（2006年、NTV）
- CHANGE（2008年、CX）
- 天国の樹（2008年、CX）
- 東京大空襲（2008年、NTV）
- 点と線（2007年、EX） - 方言指導
- 白旗の少女（2009年、TX）
- 土曜時代劇 隠密八百八町 第2話（2011年1月15日、NHK） - 荷車の男
- le Salon〜杉崎智介美術ミステリードラマ（2012年、FVK）
- 野田ともうします。 第3シリーズ 第12話（2012年、NHKワンセグ）
- 24時間テレビ 「愛は地球を救う」 今日の日はさようなら（2013年、NTV）
- 東京ガードセンター 第7話（2014年5月22日、Dlife）
- やすらぎの郷 第25話〜（2017年、EX） - 田所
- 女囚セブン（2017年） - 神崎茂

### 映画
- 山桜（2008年）
- 沈まぬ太陽（2009年） - 初老の理容師
- 小川の辺（2011年）
- テルマエ・ロマエ（2012年） - 老人の声
- 永遠の0（2013年）

### 舞台
- 越前竹人形
- かもめ
- ゴヤ
- 検察官
- 森は生きている
- モモ
- 石の花
- ふたりのイーダ
- 花の町マーチ
- 森は生きている[3]

### 動画
- THE JAPANESE TRADITION 〜日本の形〜

### CF
- ユーキャン

## 出演作品（声優）

### 吹き替え

#### 洋画・海外ドラマ
- アバター
- ER XI 緊急救命室 #3（ダグラス・ジェームズ〈スパイダー・マディソン〉）
- グッド・ワイフ2
- クローザー
- クライモリ デッド・リターン（ラデュー刑務所長〈マック・マクドナルド〉）
- 刑事ヴァランダー2 白夜の戦慄
- コットンメリー
- ザ・ホワイトハウス4
- サウンド・オブ・ミュージック（男爵） ※40周年記念新録版（BD収録）
- シュペアとヒトラー
- ショック・ウェーブ
- シルミド
- 人類滅亡回避せよ
- ゼア・ウィル・ビー・ブラッド
- 第3逃亡者（ウィル〈エドワード・リグビー〉）
- 手紙は憶えている（マックス〈マーティン・ランドー〉）
- トムソーヤ
- ネロ
- フランケンシュタイン
- パーフェクトマン
- ハーパーズ・アイランド 惨劇の島（フェイン神父）
- ヒトラー 〜最期の12日間〜（ヴェルナー・ハーゼ侍医〈マティアス・ハビッヒ〉）
- 法王の銀行家
- ボルジア家 愛と欲望の教皇一族
- ミッシング2
- ミス・マープル4 なぜ、エヴァンズに頼まなかったのか?（ウィルソン）
- ミディアム5 霊能者アリソン・デュボア（ジェームズ・リーミング議員）
- 名探偵モンク4
- らくだの涙
- ラヴェンダーの咲く庭で
- レジェンド・オブ・ゾロ
- ヤング@ハート（ジョー・ベノア）
- ローン・レンジャー（電信係）

#### 海外アニメ
- サミーとシェリー 七つの海の大冒険
- ちびっこカムの冒険（親ネズミ）

### テレビアニメ
- 蟲師（2005年） - 村人
- 恋姫†無双（2008年） - 庄屋
- ポルフィの長い旅（2008年） - オットー
- ケロロ軍曹（2010年） - 老紳士
- 蟲師 続章（2014年） - 老人

### ドラマCD
- 吸血ダーリン case.6 国際結婚・王子編（メフメト）

### ボイスオーバー
- ワック・マガジンズ 東洋宮武が覗いた時代
- BS世界のドキュメンタリー（NHK-BS1）